# Christians Sogn (Aarhus Kommune)
 For alternative betydninger, se Christians Sogn. (Se også artikler, som begynder med Christians Sogn)
Christians Sogn er et sogn i Århus Domprovsti (Århus Stift).
Inden Christians Kirke (Aarhus) blev indviet i 1959 var Christians Sogn allerede oprettet i 1943. Det blev udskilt fra Sankt Johannes Sogn (Aarhus Kommune), der lå i Aarhus købstad, som geografisk hørte til Hasle Herred i Aarhus Amt. Ved kommunalreformen i 1970 blev købstaden kernen i Aarhus Kommune.
Inden Helligåndskirken blev indviet i 1984 var Helligånds Sogn (Aarhus Kommune) allerede i 1975 udskilt fra Christians Sogn.
I Christians Sogn findes følgende autoriserede stednavne:
- Vorrevangen (bebyggelse)